# René Nodot
René Nodot, né le 28 octobre 1916 à Bourg-en-Bresse et mort le 22 octobre 2000 à Chasselay, est un protestant franco-suisse qui s'illustra pendant la Seconde Guerre mondiale par son action non-violente de sauvetage des Juifs.

## Biographie
Engagé très jeune dans des mouvements de jeunesse protestants (Union Chrétienne de Jeunes Gens affilié au YMCA et les Chevaliers de la Paix, organisation pacifiste), il prit conscience dès 1932 de la gravité de l'idéologie nazie et de l'importance d'une réponse chrétienne. 
Lecteur de Karl Barth, il fut, avec beaucoup de protestants  français et parmi eux beaucoup de pasteurs, très choqué par les mesures anti-juives du gouvernement de Vichy et travailla dès 1941 avec la Croix-Rouge pour porter assistance et faire évacuer en Suisse des enfants juifs. 
Fonctionnaire à Lyon secrétaire du Service Social des Étrangers sous Vichy, ami du pasteur Roland de Pury, il fait partie d’un réseau qui, réussira à sauver plus de 3 000 personnes, d'août 1942 à février 1943. Le réseau auquel il appartient est celui de Marius Jolivet, il est  en liaison avec C. Folliet, ainsi qu'avec son oncle Félix Petit, instituteur laïque et maire destitué de Saint-Julien-en-Genevois.
Après la guerre, il sera encore très actif notamment à la LICRA.
Il a été reconnu Juste parmi les nations en 1974.

## Citation
« Je crois que cela vient, dira-t-il plus tard, du souvenir de notre passé de huguenots persécutés. »
— René Nodot, Au sujet de son action pour sauver les Juifs.